# Pauvre Père
Pour plus de détails, voir Fiche technique et Distribution.
Pauvre Père est un film muet français réalisé par Georges Denola, sorti en 1912.

## Fiche technique
- Titre : Pauvre Père
- Réalisation : Georges Denola
- Scénario : Pierre Giffard
- Photographie :
- Montage :
- Producteur :
- Société de production : Société cinématographique des auteurs et gens de lettres (S.C.A.G.L)
- Société de distribution :  Pathé Frères
- Pays d'origine :  France
- Langue : film muet avec les intertitres en français
- Métrage : 200 mètres
- Format : Noir et blanc — 35 mm — 1,33:1 — Muet
- Genre : Film dramatique
- Durée : 6 minutes 40
- Dates de sortie :
  -  France : 12 avril 1912

## Distribution
- Aimée Tessandier :
- Jean Kemm :
- Paul Landrin :
- Johannès Gravier :
- Maria Fromet :
- Gallois :
- Hélène Cerda :
- Cécile Barré :
- le petit Payen...